# Dänischer Kulturkanon 2006

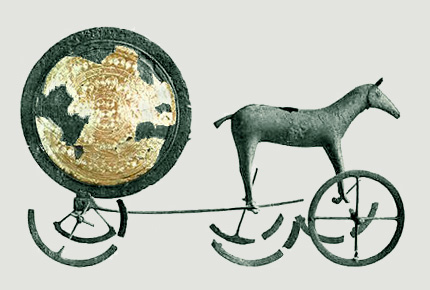
Dänisches Kulturerbe Sonnenwagen von Trundholm

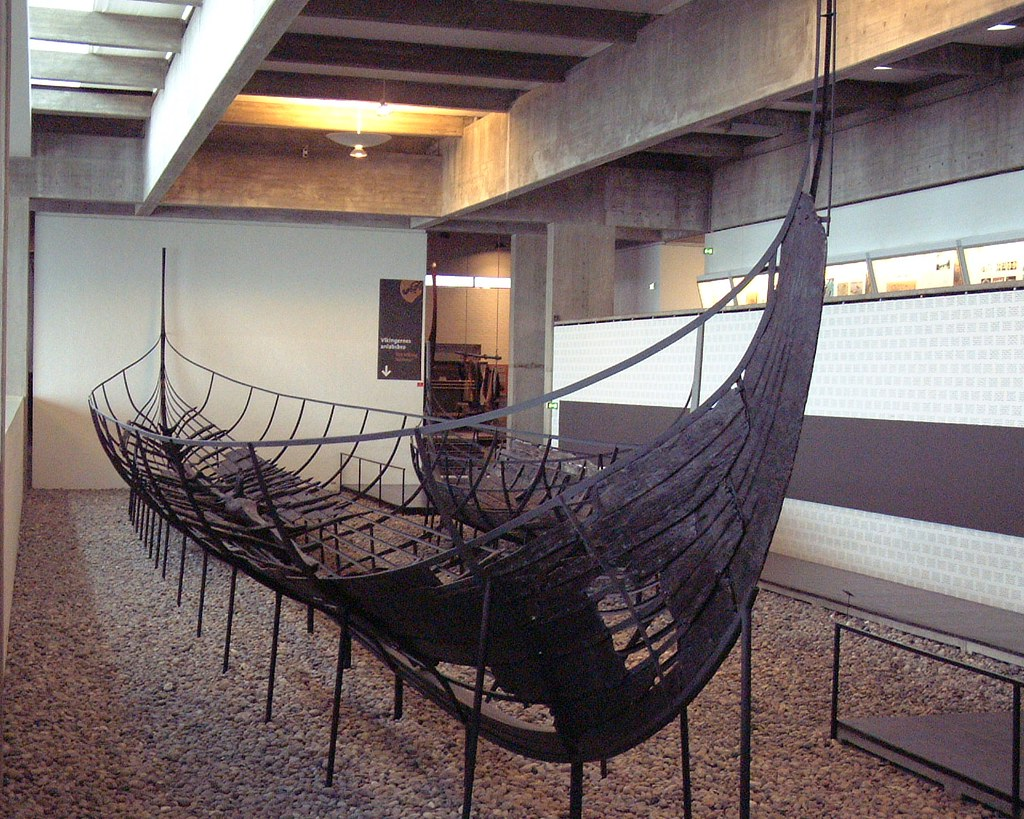
Dänisches Kulturerbe Langschiff

Der Dänische Kulturkanon 2006 (dänisch Danmarks Kulturkanon) sollte auf Anregung des dänischen Kulturministers Brian Mikkelsen das dänische Kulturerbe kanonisieren. Sowohl Sinn und Zweck des Projektes als auch die konkrete Auswahl von Experten waren umstritten.
In neun Bereichen wurden von kompetenten Gremien jeweils die wichtigsten zwölf Kulturleistungen ermittelt, die – wie das Sydney Opera House von Jørn Utzon – nicht unbedingt im Königreich selbst liegen mussten. Der ebenfalls gelistete Brüggemann-Altar im Schleswiger Dom liegt im bis zum Deutsch-Dänischen Krieg 1864 zu Dänemark gehörenden Schleswig. Eine geschlossene Definition von dänischem Kulturgut wurde nicht unternommen.
Der gesammelte Kulturkanon erschien 2006 in Buchform. Darin werden alle ausgewählten Werke anhand von Bildern und Texten vorgestellt und ihre Auswahl begründet.
Das Grundkonzept beruht auf Kanonansätzen, wie sie in den 1990er Jahren auch in Deutschland für den Bereich der Literatur kontrovers diskutierten worden sind. 

## Kategorien
In Dänemark wurde die Kultur für den Zweck der Erstellung dieses Kanon in mehrere Kategorien untergliedert. Zum Teil wurden dann unter Einzelpunkten, bei der Literatur zum Beispiel beim Unterpunkt Lyrik, ganze Anthologien zusammengefasst. Im Einzelnen wurden folgende Gruppen mit insgesamt 108 Werken oder Anthologien gebildet:
- Architektur
- Bildende Kunst
- Design und Kunsthandwerk
- Film
- Literatur
- Musik
  - Ernste Musik
  - Unterhaltungsmusik
- Darstellende Kunst
- Kinderkunst

## Der Kulturkanon im Einzelnen